# 2014년 한국프로야구 신인 드래프트
2014년 한국프로야구 신인선수 지명회의는 2013년 8월 26일에 서울특별시 강남구 역삼동 르네상스 서울호텔 3층 다이아몬드볼룸에서 진행되었다. 이번 드래프트는 KBO 리그 신생 제 10구단인 kt 위즈가 참가하는 첫 번째 신인 선수 지명 회의이다. 또한 5년 만에 연고지 1차 지명이 부활하게 되었다.

## 지명 방식
작년과 마찬가지로 홀수 라운드는 전년도 순위의 역순, 짝수 라운드는 전년도 순위대로 지명하는 방식이다. 최종 10라운드까지 진행되므로, 팀당 최대 10명까지 선발이 가능하다(KT 위즈는 15명 선발). 이번 지명 회의의 경우 신생 구단인 kt 위즈의 참가로 인해 순서의 조정이 있었다.
지명순서
- 홀수 라운드 : NC → 한화 → LG → 넥센 → KIA → 롯데 → 두산 → SK → 삼성 → kt
- 짝수 라운드 : kt → 삼성 → SK → 두산 → 롯데 → KIA → 넥센 → LG → 한화 → NC
- kt 위즈 특별 규정

프로 야구 신생 구단인 kt 위즈의 경우 이번 신인선수 지명 회의 이전에 특별 지명으로 2명의 선수를 지명했으며, 이후에도 군 팀에서 제대를 앞두고 있었던 미지명 선수들 중 5명과 계약했다. 이번 신인선수 지명 회의에서는 1라운드 지명이 끝난 후 5명을 추가 지명할 수 있다.

## 지명결과

### kt 위즈특별우선지명 선수
kt 위즈는 2013년 6월 17일에 특별 우선 지명 선수를 발표하였다.
| 출신교       | 성명   | 포지션 | 비고           |
| ------------ | ------ | ------ | -------------- |
| 개성고등학교 | 심재민 | 투수   | 계약금 2억 5천 |
| 북일고등학교 | 류희운 | 투수   | 계약금 3억 2천 |

### 1차 지명

#### 8개 구단 1차 지명
- 2013년 7월 1일 5년 만에 연고 지역 1차 지명이 부활하게 되었다.
- 서울 공동 연고권을 가지고 있는 서울 3개 팀은 LG-넥센-두산의 순서로 지명하였다.

| 구단          | 출신교           | 포지션 | 성명   | 비고           |
| ------------- | ---------------- | ------ | ------ | -------------- |
| 삼성 라이온즈 | 대구상원고등학교 | 투수   | 이수민 | 계약금 2억원   |
| SK 와이번스   | 동산고등학교     | 투수   | 이건욱 | 계약금 2억원   |
| 두산 베어스   | 덕수고등학교     | 투수   | 한주성 | 계약금 2억 5천 |
| 롯데 자이언츠 | 경남고등학교     | 투수   | 김유영 | 계약금 2억원   |
| KIA 타이거즈  | 순천효천고등학교 | 투수   | 차명진 | 계약금 2억 5천 |
| 넥센 히어로즈 | 덕수고등학교     | 내야수 | 임병욱 | 계약금 2억원   |
| LG 트윈스     | 제주고등학교     | 투수   | 임지섭 | 계약금 2억 5천 |
| 한화 이글스   | 청주고등학교     | 투수   | 황영국 | 계약금 2억원   |

#### NC,kt1차 지명
- NC 다이노스와 kt 위즈는 8개 구단 연고 지역 1차 지명 후 일 주일 후인 7월 8일에 전체 학교를 대상으로 1차 지명을 실시하였다. 이와 같은 방식으로 2년 뒤인 2016년 신인 지명 회의까지 지명권을 행사할 수 있다.[3]
- NC 다이노스와 kt 위즈의 1차 지명은 NC-kt의 순서로 진행되었다.

| 구단        | 출신교       | 포지션 | 성명   | 비고         |
| ----------- | ------------ | ------ | ------ | ------------ |
| NC 다이노스 | 동국대학교   | 내야수 | 강민국 | 계약금 2억원 |
| kt 위즈     | 경북고등학교 | 투수   | 박세웅 | 계약금 2억원 |

### 2차지명 결과
| 라운드       | NC | 한화 | LG | 넥센 | KIA | 롯데 | 두산 | SK | 삼성 | kt                     |
| ------------ | --- | --- | --- | --- | --- | --- | --- | --- | --- | ---------------------- |
| 1            | 배재환 (서울고,투수) | 최영환 (동아대,투수) | 배정대 (성남고,외야수) | 하영민 (광주진흥고,투수) | 강한울 (원광대, 내야수) | 문동욱 (건국대,투수) | 최병욱 (동국대,투수) | 박규민 (동성고,투수) | 안규현 (덕수고,투수) | 고영표 (동국대,투수)   |
| kt 특별 지명 | 1라운드 종료 후 kt 위즈에서 신생 팀의 조건으로 5명의 선수를 특별 지명하였다. 이들의 지명 순번은 2라운드 전체 11번, 12번, 13번, 14번, 15번이다. | 1라운드 종료 후 kt 위즈에서 신생 팀의 조건으로 5명의 선수를 특별 지명하였다. 이들의 지명 순번은 2라운드 전체 11번, 12번, 13번, 14번, 15번이다. | 1라운드 종료 후 kt 위즈에서 신생 팀의 조건으로 5명의 선수를 특별 지명하였다. 이들의 지명 순번은 2라운드 전체 11번, 12번, 13번, 14번, 15번이다. | 1라운드 종료 후 kt 위즈에서 신생 팀의 조건으로 5명의 선수를 특별 지명하였다. 이들의 지명 순번은 2라운드 전체 11번, 12번, 13번, 14번, 15번이다. | 1라운드 종료 후 kt 위즈에서 신생 팀의 조건으로 5명의 선수를 특별 지명하였다. 이들의 지명 순번은 2라운드 전체 11번, 12번, 13번, 14번, 15번이다. | 1라운드 종료 후 kt 위즈에서 신생 팀의 조건으로 5명의 선수를 특별 지명하였다. 이들의 지명 순번은 2라운드 전체 11번, 12번, 13번, 14번, 15번이다. | 1라운드 종료 후 kt 위즈에서 신생 팀의 조건으로 5명의 선수를 특별 지명하였다. 이들의 지명 순번은 2라운드 전체 11번, 12번, 13번, 14번, 15번이다. | 1라운드 종료 후 kt 위즈에서 신생 팀의 조건으로 5명의 선수를 특별 지명하였다. 이들의 지명 순번은 2라운드 전체 11번, 12번, 13번, 14번, 15번이다. | 1라운드 종료 후 kt 위즈에서 신생 팀의 조건으로 5명의 선수를 특별 지명하였다. 이들의 지명 순번은 2라운드 전체 11번, 12번, 13번, 14번, 15번이다. | 문상철 (고려대,내야수) |
| kt 특별 지명 | 1라운드 종료 후 kt 위즈에서 신생 팀의 조건으로 5명의 선수를 특별 지명하였다. 이들의 지명 순번은 2라운드 전체 11번, 12번, 13번, 14번, 15번이다. | 1라운드 종료 후 kt 위즈에서 신생 팀의 조건으로 5명의 선수를 특별 지명하였다. 이들의 지명 순번은 2라운드 전체 11번, 12번, 13번, 14번, 15번이다. | 1라운드 종료 후 kt 위즈에서 신생 팀의 조건으로 5명의 선수를 특별 지명하였다. 이들의 지명 순번은 2라운드 전체 11번, 12번, 13번, 14번, 15번이다. | 1라운드 종료 후 kt 위즈에서 신생 팀의 조건으로 5명의 선수를 특별 지명하였다. 이들의 지명 순번은 2라운드 전체 11번, 12번, 13번, 14번, 15번이다. | 1라운드 종료 후 kt 위즈에서 신생 팀의 조건으로 5명의 선수를 특별 지명하였다. 이들의 지명 순번은 2라운드 전체 11번, 12번, 13번, 14번, 15번이다. | 1라운드 종료 후 kt 위즈에서 신생 팀의 조건으로 5명의 선수를 특별 지명하였다. 이들의 지명 순번은 2라운드 전체 11번, 12번, 13번, 14번, 15번이다. | 1라운드 종료 후 kt 위즈에서 신생 팀의 조건으로 5명의 선수를 특별 지명하였다. 이들의 지명 순번은 2라운드 전체 11번, 12번, 13번, 14번, 15번이다. | 1라운드 종료 후 kt 위즈에서 신생 팀의 조건으로 5명의 선수를 특별 지명하였다. 이들의 지명 순번은 2라운드 전체 11번, 12번, 13번, 14번, 15번이다. | 1라운드 종료 후 kt 위즈에서 신생 팀의 조건으로 5명의 선수를 특별 지명하였다. 이들의 지명 순번은 2라운드 전체 11번, 12번, 13번, 14번, 15번이다. | 안승한 (동아대,포수)   |
| kt 특별 지명 | 1라운드 종료 후 kt 위즈에서 신생 팀의 조건으로 5명의 선수를 특별 지명하였다. 이들의 지명 순번은 2라운드 전체 11번, 12번, 13번, 14번, 15번이다. | 1라운드 종료 후 kt 위즈에서 신생 팀의 조건으로 5명의 선수를 특별 지명하였다. 이들의 지명 순번은 2라운드 전체 11번, 12번, 13번, 14번, 15번이다. | 1라운드 종료 후 kt 위즈에서 신생 팀의 조건으로 5명의 선수를 특별 지명하였다. 이들의 지명 순번은 2라운드 전체 11번, 12번, 13번, 14번, 15번이다. | 1라운드 종료 후 kt 위즈에서 신생 팀의 조건으로 5명의 선수를 특별 지명하였다. 이들의 지명 순번은 2라운드 전체 11번, 12번, 13번, 14번, 15번이다. | 1라운드 종료 후 kt 위즈에서 신생 팀의 조건으로 5명의 선수를 특별 지명하였다. 이들의 지명 순번은 2라운드 전체 11번, 12번, 13번, 14번, 15번이다. | 1라운드 종료 후 kt 위즈에서 신생 팀의 조건으로 5명의 선수를 특별 지명하였다. 이들의 지명 순번은 2라운드 전체 11번, 12번, 13번, 14번, 15번이다. | 1라운드 종료 후 kt 위즈에서 신생 팀의 조건으로 5명의 선수를 특별 지명하였다. 이들의 지명 순번은 2라운드 전체 11번, 12번, 13번, 14번, 15번이다. | 1라운드 종료 후 kt 위즈에서 신생 팀의 조건으로 5명의 선수를 특별 지명하였다. 이들의 지명 순번은 2라운드 전체 11번, 12번, 13번, 14번, 15번이다. | 1라운드 종료 후 kt 위즈에서 신생 팀의 조건으로 5명의 선수를 특별 지명하였다. 이들의 지명 순번은 2라운드 전체 11번, 12번, 13번, 14번, 15번이다. | 김병희 (동국대,내야수) |
| kt 특별 지명 | 1라운드 종료 후 kt 위즈에서 신생 팀의 조건으로 5명의 선수를 특별 지명하였다. 이들의 지명 순번은 2라운드 전체 11번, 12번, 13번, 14번, 15번이다. | 1라운드 종료 후 kt 위즈에서 신생 팀의 조건으로 5명의 선수를 특별 지명하였다. 이들의 지명 순번은 2라운드 전체 11번, 12번, 13번, 14번, 15번이다. | 1라운드 종료 후 kt 위즈에서 신생 팀의 조건으로 5명의 선수를 특별 지명하였다. 이들의 지명 순번은 2라운드 전체 11번, 12번, 13번, 14번, 15번이다. | 1라운드 종료 후 kt 위즈에서 신생 팀의 조건으로 5명의 선수를 특별 지명하였다. 이들의 지명 순번은 2라운드 전체 11번, 12번, 13번, 14번, 15번이다. | 1라운드 종료 후 kt 위즈에서 신생 팀의 조건으로 5명의 선수를 특별 지명하였다. 이들의 지명 순번은 2라운드 전체 11번, 12번, 13번, 14번, 15번이다. | 1라운드 종료 후 kt 위즈에서 신생 팀의 조건으로 5명의 선수를 특별 지명하였다. 이들의 지명 순번은 2라운드 전체 11번, 12번, 13번, 14번, 15번이다. | 1라운드 종료 후 kt 위즈에서 신생 팀의 조건으로 5명의 선수를 특별 지명하였다. 이들의 지명 순번은 2라운드 전체 11번, 12번, 13번, 14번, 15번이다. | 1라운드 종료 후 kt 위즈에서 신생 팀의 조건으로 5명의 선수를 특별 지명하였다. 이들의 지명 순번은 2라운드 전체 11번, 12번, 13번, 14번, 15번이다. | 1라운드 종료 후 kt 위즈에서 신생 팀의 조건으로 5명의 선수를 특별 지명하였다. 이들의 지명 순번은 2라운드 전체 11번, 12번, 13번, 14번, 15번이다. | 심우준 (경기고,내야수) |
| kt 특별 지명 | 1라운드 종료 후 kt 위즈에서 신생 팀의 조건으로 5명의 선수를 특별 지명하였다. 이들의 지명 순번은 2라운드 전체 11번, 12번, 13번, 14번, 15번이다. | 1라운드 종료 후 kt 위즈에서 신생 팀의 조건으로 5명의 선수를 특별 지명하였다. 이들의 지명 순번은 2라운드 전체 11번, 12번, 13번, 14번, 15번이다. | 1라운드 종료 후 kt 위즈에서 신생 팀의 조건으로 5명의 선수를 특별 지명하였다. 이들의 지명 순번은 2라운드 전체 11번, 12번, 13번, 14번, 15번이다. | 1라운드 종료 후 kt 위즈에서 신생 팀의 조건으로 5명의 선수를 특별 지명하였다. 이들의 지명 순번은 2라운드 전체 11번, 12번, 13번, 14번, 15번이다. | 1라운드 종료 후 kt 위즈에서 신생 팀의 조건으로 5명의 선수를 특별 지명하였다. 이들의 지명 순번은 2라운드 전체 11번, 12번, 13번, 14번, 15번이다. | 1라운드 종료 후 kt 위즈에서 신생 팀의 조건으로 5명의 선수를 특별 지명하였다. 이들의 지명 순번은 2라운드 전체 11번, 12번, 13번, 14번, 15번이다. | 1라운드 종료 후 kt 위즈에서 신생 팀의 조건으로 5명의 선수를 특별 지명하였다. 이들의 지명 순번은 2라운드 전체 11번, 12번, 13번, 14번, 15번이다. | 1라운드 종료 후 kt 위즈에서 신생 팀의 조건으로 5명의 선수를 특별 지명하였다. 이들의 지명 순번은 2라운드 전체 11번, 12번, 13번, 14번, 15번이다. | 1라운드 종료 후 kt 위즈에서 신생 팀의 조건으로 5명의 선수를 특별 지명하였다. 이들의 지명 순번은 2라운드 전체 11번, 12번, 13번, 14번, 15번이다. | 안중열 (부산고,포수)   |
| 2            | 박대온 (휘문고,포수) | 김민수 (영남대,포수) | 장준원 (경남고,내야수) | 임지열 (덕수고,내야수) | 박상옥 (연세대,투수) | 이인복 (연세대,투수) | 전용훈 (덕수고,투수) | 유서준 (성남고,내야수) | 박계범 (순천효천고,내야수) | 조현우 (군산상고,투수) |
| 3            | 이지우 (경북고,외야수) | 박준혁 (제주국제대,외야수) | 양석환 (동국대,내야수) | 김하성 (야탑고,내야수) | 김지훈 (동강대,투수) | 심규범 (경희대,투수) | 이성곤 (연세대,내야수) | 박민호 (인하대,투수) | 박제윤 (경남대,투수) | 김성윤 (동의대,외야수) |
| 4            | 김태진 (신일고,내야수) | 박한길 (인천고,투수) | 류형우 (제물포고,내야수) | 구자형 (동의대,투수) | 김영광 (홍익대,투수) ) | 배성근 (울산공고,내야수) | 이승헌 (신일고,투수) | 이진석 (충암고,외야수) | 배진선 (원광대,투수) | 안현준 (세광고,투수)   |
| 5            | 홍지운 (경남대,내야수) | 조이현 (제주고,투수) | 한석현 (경남고,외야수) | 박병훈 (세한대,투수) | 박찬호 (장충고,내야수) | 신원재 (영남대,내야수) | 정기훈 (광주일고,내야수) | 정영일 (전 LAA,투수) | 김재현 (한양대,내야수) | 양형진 (세한대,투수)   |
| 6            | 이찬우 (동강대,투수) | 정광운 (홍익대,투수) | 진재혁 (선린인터넷고,투수) | 이용하 (성남고,포수) | 박준태 (인하대,외야수) | 이창진 (건국대,내야수) | 김경호 (야탑고,외야수) | 서동민 (대구고,투수) | 구준범 (배명고,투수) | 김민혁 (배재고,내야수) |
| 7            | 정성민 (경희대,포수) | 이창열 (건국대,내야수) | 조윤성 (고려대,외야수) | 김광영 (동아대,외야수) | 이진경 (울산공고,포수) | 김재열 (부산고,투수) | 심형석 (선린인터넷고,외야수) | 이승진 (야탑고,투수) | 최선호 (동의대,외야수) | 이영준 (단국대,투수)   |
| 8            | 장민호 (경기고,투수) | 서균 (원광대,투수) | 오세민 (경남고,투수) | 송현우 (경기고,내야수) | 박진두 (광주진흥고,내야수) | 권태양 (북일고,투수) | 최형록 (전 MIN,내야수) | 나세원 (덕수고,외야수) | 김희석 (성균관대,포수) | 이지찬 (경성대,내야수) |
| 9            | 구황 (동국대,외야수) | 정우석 (경남고,내야수) | 김정택 (세계사이버대,투수) | 이재림 (공주고,투수) | 최원준 (성균관대,내야수) | 마상우 (강릉영동대,내야수) | 문진제 (원광대,내야수) | 정선호 (휘문고,외야수) | 홍유상 (성균관대,투수) | 장현진 (성균관대,포수) |
| 10           | 김학성 (건국대,투수) | 노태형 (천안북일고,내야수) | 박재욱 (개성고,포수) | 김윤환 (인천고,투수) | 류현철 (경남대,외야수) | 이상준 (부산고,외야수) | 문지훈 (광주일고,투수) | 김성민 (휘문고,투수) | 백승민 (영남대,내야수) | 양효석 (홍익대,외야수) |

- 'ㄹ'자 방식으로 지명 순서를 정함.
- 2차 지명 1라운드 지명 종료 후 kt 위즈가 특별 지명권 5장을 행사하였다.

## 에피소드
- 미국에 진출하였다가 귀국한 정영일과 최형록이 유예 기간이 풀리자 지명에 참가하였다. 정영일은 SK 와이번스의 2차 5순위 지명을 받았고, 미네소타에서 방출된 뒤 병역을 마친 최형록은 두산 베어스의 2차 8순위 지명을 받아 대한민국에서 뛸 수 있게 되었다.[13]
- SK에 지명된 정영일 선수는 전 삼성 라이온즈 외야수 정형식 선수의 친형이며, 두산에 지명된 문진제는 KIA 타이거즈 외야수 문선재의 동생이다.
- 야구 지도자의 아들들이 대거 신인 지명에 참석하였다.